# 15623 Maitaneam
15623 Maitaneam è un asteroide della fascia principale. Scoperto nel 2000, presenta un'orbita caratterizzata da un semiasse maggiore pari a 2,273094 UA e da un'eccentricità di 0,179214, inclinata di 3,376034° rispetto all'eclittica. Ha un diametro di 3,360 km.